# Québec-Brücke
Die Québec-Brücke (französisch Pont de Québec, englisch Quebec Bridge) ist eine Eisenbahn- und Straßenbrücke über den Sankt-Lorenz-Strom zwischen den Städten Québec und Lévis in der Provinz Québec in Kanada.
Sie war 1919 die größte Brücke der Welt und stürzte während ihres Baus zweimal ein, wodurch sie traurige Berühmtheit erlangte.

## Lage
Die Québec-Brücke steht westlich des Stadtzentrums an einer Stelle, an der der Sankt-Lorenz-Strom zwischen hohen und steilen Ufern nur rund 600 m breit ist.
Sie ist die letzte Brücke über den Sankt-Lorenz-Strom vor seinem Mündungstrichter. Rund 200 Meter flussaufwärts befindet sich die 1970 eröffnete Hängebrücke Pont Pierre-Laporte. Zwischen den beiden Brücken kreuzen zwei Freileitungen den Strom.

## Beschreibung
Die Québec-Brücke hat heute ein Eisenbahngleis, drei Kfz-Fahrstreifen und einen Geh- und Radweg. Ursprünglich hatte sie zwei Gleise und zwei Gehwege, aber keine Kfz-Fahrspuren, dafür in der Längsachse ein freies Feld. Sie gehört seit 1993 der Canadian National Railway.
Die im Jahr 1919 eröffnete Québec-Brücke ähnelt in ihrer Konstruktion der 1890 eröffneten Forth Bridge in Schottland. Ebenso wie diese ist sie eine stählerne Ausleger-Fachwerkbrücke mit einem Einhängeträger, somit eine Gerberträgerbrücke. Anders als die Forth Bridge mit ihren drei Pfeilern und zwei Hauptöffnungen hat die Québec-Brücke nur zwei große, die Konstruktion tragende Pfeiler und eine Hauptöffnung, die aber mit einer Spannweite von 549 m (1800 ft) die größte Hauptöffnung aller Brücken weltweit war, bis sie 1929 von der Ambassador Bridge übertroffen wurde. Sie ist immer noch die größte Gerberträgerbrücke weltweit.
Die Québec-Brücke ist insgesamt 987 m lang und 26,9 m (88 ft) breit. Sie überragt den Wasserspiegel um 104 m und hat eine lichte Höhe über MHW von 45,7 m (150 ft). Ihre zwei mächtigen, am bzw. kurz vor dem Ufer stehenden Pfeiler tragen die 95 m (310 ft) hohe Fachwerkkonstruktion der Ausleger, die je 157 m (515 ft) zu einem Ankerpfeiler auf dem Ufer und 177 m (580 ft) über den Strom auskragen. Die Lücke über dem Strom wird durch einen 195 m (640 ft) langen Einhängeträger geschlossen, der als eigenständige Fachwerkträgerbrücke bereits eine beachtliche Spannweite hätte. Sein gekrümmter Obergurt ist mit dem horizontalen Untergurt verbunden, was seine Eigenart auch optisch erkennbar macht. Die Verbindung zwischen der Hauptbrücke und den Hochufern wird durch zwei vergleichsweise unscheinbare Fachwerkträger-Balkenbrücken mit obenliegender Fahrbahn und Stützweiten von 48 + 34 m und 43 m hergestellt.
Die Brücke hat zwar die gleiche Spannweite wie das ursprüngliche, eingestürzte Bauwerk, weicht aber in anderen Maßen von ihm ab.

## Geschichte

### Hintergrund
Vor dem Bau der Québec-Brücke wurde der Sankt-Lorenz-Strom mit einer Fähre oder über die winterliche Eisstraße überquert; während des Eisgangs war jedoch jegliche Verbindung unterbrochen. Wegen der Wassertiefe von rund 60 m konnte eine Brücke nicht, wie die erste Brücke über den Fluss, die 1859 eröffnete Pont Victoria in Montreal, mit zahlreichen Strompfeilern gebaut werden, sondern musste den Fluss mit einer bis dahin unerreichten Spannweite überqueren. Seit 1852 wurden verschiedene Vorschläge zum Bau einer Brücke gemacht, die jedoch mangels ausreichender finanzieller Mittel und wegen des technischen Wagnisses nicht weiter verfolgt wurden. Durch ein Gesetz von 1887 erhielt die neugegründete Quebec Bridge Company die Lizenz, eine Eisenbahnbrücke (gegebenenfalls auch mit Fahrspuren für den Straßenverkehr) zu finanzieren, zu planen und innerhalb von sechs Jahren zu bauen, wobei es ihr freistand, auch die anschließenden Eisenbahnstrecken zu bauen. Die Fristen mussten mehrfach, so in den Jahren 1891, 1897, 1900 und 1903, verlängert werden, da auch die Quebec Bridge Co. die Finanzierung nicht aufbringen konnte. Zumindest wurde in den Jahren zwischen 1897 und 1891 der zukünftige Ort der Brücke aus drei Alternativen endgültig ausgewählt, allerdings ohne dazu größere Baugrunduntersuchungen durchzuführen.

### Vorentwurf und Ausschreibung
Als leitender Ingenieur der Quebec Bridge Co. war Edward A. Hoare bestellt worden, dessen Erfahrung sich aber auf Brücken mit Spannweiten von maximal 100 m beschränkte. Er nutzte eine 1897 in Québec stattfindende Tagung, um einige Vertreter der Phoenix Bridge Company, Pennsylvania, USA, eines angesehenen und erfahrenen Brückenbauunternehmens, zu einer Besichtigung der zukünftigen Baustelle einzuladen. An dem Termin nahm auch Theodore Cooper teil, ebenfalls ein angesehener und erfahrener Brückenbauingenieur aus New York City, der schon öfters mit der Phoenix Bridge Co. zusammengearbeitet hatte. Ende 1897 sandte die Phoenix Bridge Co. erste Entwürfe einer Auslegerbrücke mit Pfeilerachsabständen von 488 m (1600 ft) an die Quebec Bridge Co., die diese ihrerseits dem Railway Committee der Regierung vorlegte, welche im Mai 1898 die erforderliche Genehmigung erteilte. Anschließend wurden von der Quebec Bridge Co. und dem Railway Department der Regierung die Spezifikationen für eine Ausschreibung erstellt, die allerdings weitgehend den üblichen Spezifikationen des Railway Department entsprachen, ohne auf die Besonderheiten der geplanten, außergewöhnlich großen Brücke einzugehen.
Obwohl allgemein bekannt war, dass der Quebec Bridge Co. die Mittel zum Bau der Brücke fehlten, veröffentlichte sie im September 1898 eine Ausschreibung mit den Spezifikationen. Die Bieter wurden aufgefordert, ein Pauschalpreisangebot mit Planentwürfen für eine Auslegerbrücke gemäß den Spezifikationen oder für einen anderen Brückentyp einzureichen. Im März 1899 wurden sechs Angebote eingereicht, teilweise auch für eine Hängebrücke, wobei nur das Angebot der Phoenix Bridge Co. vollständige Planunterlagen enthielt.
Zu der Zeit bestellte die Quebec Bridge Co. Theodore Cooper zum Consulting Engineer, der die Pläne und die eingereichten Angebote prüfen sollte. Im Juni 1899 erklärte Theodore Cooper, dass das Angebot der Phoenix Bridge Co. den Spezifikationen entspreche und das wirtschaftlichste (best and cheapest) der vorgelegten Angebote sei. Er schlug dabei Probebohrungen vor, um die genaue Position der Pfeiler bestimmen zu können. In zukünftigen Verträgen solle deshalb vorgesehen werden, dass sich die Stützweiten insofern noch ändern könnten. Cooper führte in seinem Report aus, dass das zweitbeste Angebot deutlich teurer sei, da es fast 20 % mehr Stahl enthalte. Einen Auftrag konnte die Quebec Bridge Co. mangels finanzieller Mittel jedoch noch nicht erteilen.
Nach weiteren Baugrunduntersuchungen schlug Cooper im Mai 1900 vor, die Hauptöffnung von 1600 ft auf 1800 ft zu vergrößern. Dadurch würden die schwierigen, zeitaufwändigen und kostspieligen Pfeilergründungen im Fluss vermieden. Die Quebec Bridge Co. akzeptierte den Vorschlag und die Phoenix Bridge Co. erstellte entsprechend geänderte Entwurfspläne.
Gleichzeitig beauftragte die Quebec Bridge Co. Cooper als Consulting Engineer, die ihm von der Phoenix Bridge Co. vorzulegenden Pläne in seinem New Yorker Büro zu prüfen und freizugeben sowie hinsichtlich mit dem Bau verbundener Probleme zu beraten. Beide Seiten waren sich einig, dass dies nicht die Tätigkeit eines Chief Engineer umfasse, der die Planung und Errichtung der Brücke auf der Baustelle leitet und überwacht. So war Cooper während der Stahlbauarbeiten auch nie auf der Baustelle, er hat lediglich die Fertigung in Phoenix dreimal besucht.
Die Brücke sollte zwei Eisenbahngleise und zwei Fahrwege für den Straßenverkehr mit Gleisen für eine Straßenbahn sowie zwei Gehwege haben. Die 20,4 m (67 ft) breite Gerberträgerbrücke sollte eine Hauptöffnung mit einer Spannweite von 549 m (1800 ft) haben, die von zwei Kragarmen mit je 171,5 m (562 ft 6″) und einem Einhängeträger von 205,7 m (675 ft) Länge gebildet wurde. Die Seitenöffnungen sollten von je 152,4 m (500 ft) langen Ankerträgern gebildet werden. Fachwerkträger-Balkenbrücken sollten die Verbindung zu den Hochufern herstellen.
Es war vorgesehen, zunächst die südliche Hälfte des Stahloberbaus zu montieren. Der Ankerträger wurde auf Gerüsten hergestellt. Anschließend wurde auf ihm ein großer, 990 t schwerer Kran aufgebaut, der bis zu 140 t heben konnte, und außerdem noch ein kleinerer Kran. Beide Krane konnten auf den Obergurten der Konstruktion hin- und herfahren. Der Kragarm sowie die südliche Hälfte des Einhängeträgers sollten im Freivorbau errichtet werden. Danach sollte der große Kran abgebaut und auf der nördlichen Seite für den Bau der anderen Hälfte des Oberbaus verwendet werden.

### Planung, erste Bauarbeiten
1902 wurde der Grundstein gelegt und die Arbeiten an den Unterbauten begonnen.
1903 begann die Regierung das Projekt der National Transcontinental Railway, für die die Brücke in Québec ein wichtiges Bindeglied war. Die inzwischen als Quebec Bridge and Railway Company firmierende Gesellschaft erhielt nun ausreichende öffentliche Mittel, sodass sie im Juni 1903 mit der Phoenix Bridge Co. den endgültigen Vertrag für den Stahlbau abschließen konnte, der im März 1904 schließlich wirksam wurde. Anstelle des ursprünglichen Pauschalpreises hatte man sich inzwischen auf einen Preis pro verbauter Tonne Stahl geeinigt. Die Phoenix Bridge Co. würde die Planung erstellen und die Montage der Stahlteile vornehmen, die von ihrer Schwestergesellschaft, der Phoenix Iron Co. hergestellt und geliefert wurden. Als Mr. Schreiber seitens des Railway Department meinte, dass die Behörde gemäß den Finanzierungsverträgen einen eigenen Ingenieur zur Prüfung und Freigabe der Pläne einstellen solle, trat Cooper dem vehement entgegen, da er seinerseits keine untergeordnete Stellung hinnehme. Dies wurde allseits akzeptiert; damit hatte Cooper die von allen Beteiligten anerkannte Stellung als oberste fachliche Autorität in diesem Projekt.
Zu dieser Zeit erstellte Cooper auch die Änderungen der Spezifikationen, die durch die Verlängerung der Spannweite auf 1800 ft notwendig geworden waren.
Das von Peter Szlapka geleitete Planungsbüro der Phoenix Bridge Co. begann mit der Ausführungsplanung, zunächst für den Ankerarm. Dabei mussten die Gewichte des Kragarms und des Einhängeträgers berücksichtigt werden, die in diesem frühen Stadium nur geschätzt werden konnten. Deshalb war es im weiteren Verlauf notwendig, die sich aus der Planung ergebenden tatsächlichen Gewichte zu berechnen, mit den anfänglichen Annahmen zu vergleichen und gegebenenfalls notwendige Korrekturmaßnahmen vorzunehmen. Bei Brücken mit alltäglicher Spannweite und Konstruktion kann dies häufig entfallen, da die Planungsingenieure die Gewichte ausreichend genau abschätzen können.
Der Ausführungsplanung wurde anfänglich ein Gewicht der südlichen Brückenhälfte von insgesamt 31,4 Millionen Pfund zugrunde gelegt. Die Erstellung der Ausführungs- und Werkpläne verlief routinegemäß. Bei einer Besprechung der statischen Berechnungen erklärte Szlapka gegenüber Cooper, dass seine besten Leute die Gewichte jeweils einzeln und sorgfältig berechnet hätten und er von der Richtigkeit der Annahmen und Berechnungen überzeugt sei. Cooper nahm dies hin, wohl auch, weil er ohne großen Mitarbeiterstab gar nicht in der Lage gewesen wäre, die Gewichte zu überprüfen.

### Stahlbauarbeiten
Im Juli 1904 begann Phoenix Iron Co. mit der Herstellung der ersten Teile. Die Planung des Ankerarms war Anfang 1905 weitgehend abgeschlossen. Der eigentliche Stahlbau auf der Baustelle begann im Juli 1905 mit dem Ankerpfeiler. Eine Ermittlung der tatsächlichen Gewichte zu diesem Zeitpunkt hätte noch keine gravierenden Folgen gehabt, die notwendigen Änderungen hätten sich ohne weiteres vornehmen lassen. Tatsächliche Gewichte wurden jedoch nur für einzelne, sehr schwere Teile ermittelt, deren Transport besonders vorbereitet werden musste.
Cooper erlangte erst im Februar 1906 von den höheren tatsächlichen Gewichten Kenntnis, als mehr als die Hälfte des Ankerarms errichtet war. Er schätzte die sich daraus ergebende Erhöhung der Spannungen auf sieben bis zehn Prozent, entschied daraufhin, dass die Mehrbelastungen innerhalb der zulässigen Toleranzen lägen, und ließ die Bauarbeiten voranschreiten. Die folgenschwere Entscheidung mag möglicherweise auch dadurch beeinflusst gewesen sein, dass ein sofortiger Baustopp sowie eine völlige Neukonstruktion der Brücke die Finanzierung des Gesamtprojekts und damit seine eigene Karriere gefährdet hätte.
Die Bauarbeiten verliefen ohne besondere Probleme. Anfang August 1907 waren fast alle Niete am Ankerarm gesetzt, nachdem die Stahlprofile während der Montage provisorisch nur mit Bolzen befestigt worden waren. Der vorgesehene Abbau des großen Krans, um ihn auf der Nordseite einzusetzen, war im August 1907 weitgehend abgeschlossen.
Da die in der Vorentwurfsphase gemachten Kalkulationen bezüglich des Gesamtgewichts während der Realisierungsphase nicht weiter überprüft und angepasst worden waren, näherte sich das Eigengewicht der Brücke – von allen Beteiligten unbemerkt – zunehmend seiner Traggrenze.
Im Juni 1907 traten Probleme beim Nieten auf, da verschiedene Profile der Untergurte nicht exakt zusammenpassten. Dies wurde aber nicht als besorgniserregend eingestuft. Am 6. August 1907 bemerkte das auf der Baustelle befindliche Ingenieurteam unter Leitung von Norman McLure ungewöhnliche Verformungen an weiteren Teilen der Untergurte.
Besorgt von diesen Beobachtungen schrieb McLure umgehend an Cooper, welcher die Probleme anfangs als niederwertig einstufte. Die Verantwortlichen bei der Phoenix Company, der ausführenden Firma, behaupteten, die Stahlträger seien bereits vor der Montage verformt gewesen. Andere meinten, die Verformung sei die Folge eines Unfalls bei der Montage. Über einige Tage wurde über die Ursachen der Verformungen diskutiert und korrespondiert. Bei der Phoenix Bridge Co. war man sich der Dramatik der Situation offensichtlich nicht bewusst. Keiner der Ingenieure auf der Baustelle fühlte sich ausreichend kompetent und in der Lage, einen Baustopp anzuordnen. Im Gegenteil begrüßte Edward A. Hoare als ranghöchster Ingenieur sogar, dass man das mit einem Baustopp verbundene Aufsehen vermieden habe.
Am 27. August 1907 erkannte McLure das Ausmaß der Probleme. Um die Sache vor dem Personal auf der Baustelle geheim zu halten, traute er sich aber nicht, mit Cooper zu telefonieren oder zu telegraphieren, sondern reiste nach New York und informierte zwei Tage später Cooper persönlich in dessen Büro über den Missstand. Als bei diesem Gespräch auch Cooper das tatsächliche Ausmaß des Problems einsah, telegrafierte er umgehend die Anweisung an die Phoenix Bridge Company, bis zur Klärung des Sachstands keine weiteren Lasten der Brücke hinzuzufügen. Aufgrund eines Missverständnisses ging er davon aus, dass die Arbeiten auf der Baustelle ruhten und ein an die Phoenix Bridge Co. gerichtetes Telegramm die entscheidende Wirkung haben werde. Es kam weder Cooper noch McLure in den Sinn, ein gleichlautendes Telegramm direkt an die Baustelle zu senden.

### Einsturz vom 29. August 1907

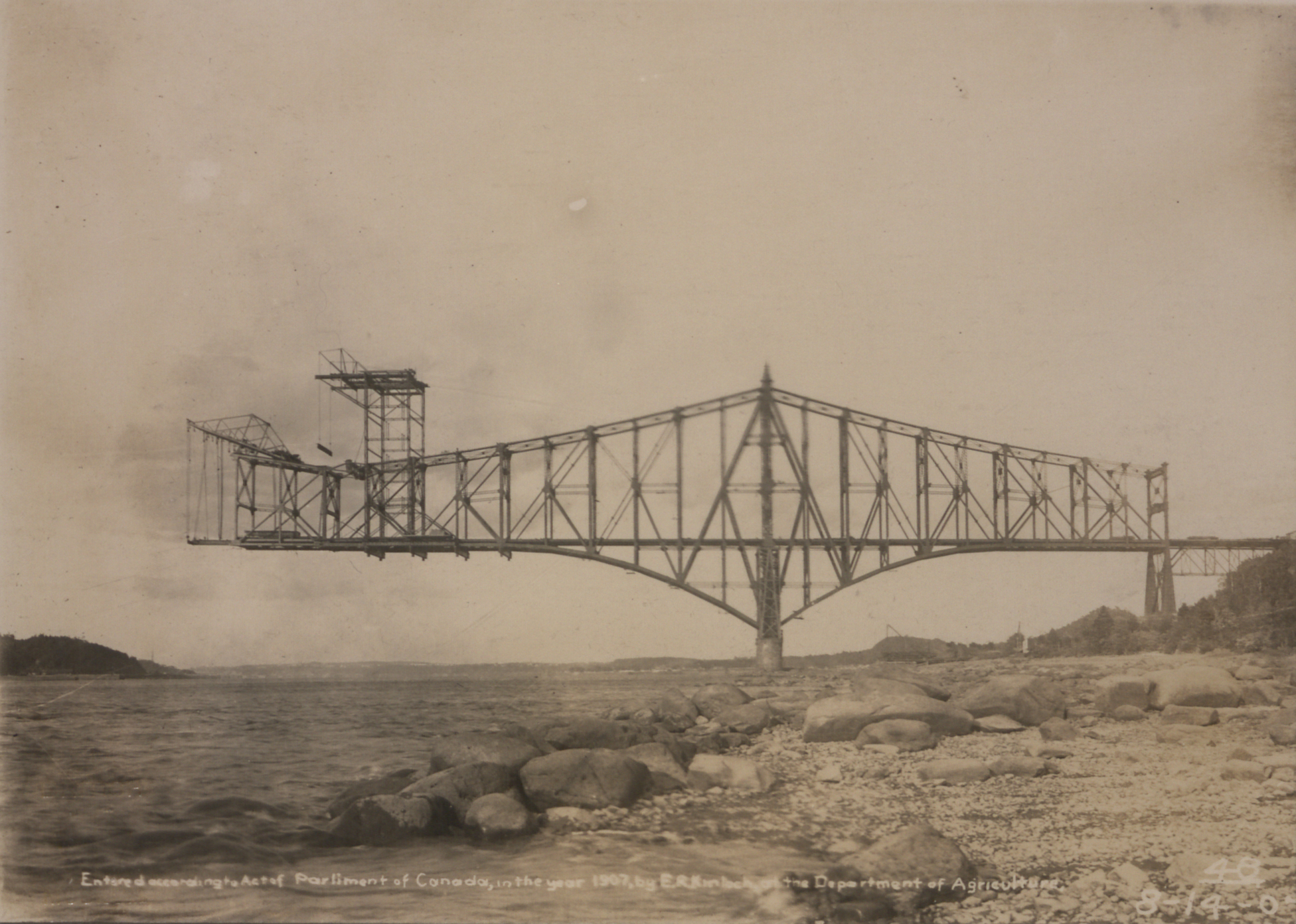
Der südliche Teil der Brücke kurz vor dem Einsturz

Die telegrafische Meldung wurde von der Phoenix Bridge Co. jedoch nicht rechtzeitig an die Baustelle weitergeleitet und die Arbeiten an der Brücke fortgesetzt. Noch am gleichen Abend des 29. August 1907, um 17:32 Uhr, knickten die unteren Druckgurte 9L und 9R des Ankerarms, woraufhin der gesamte südliche Teil der Brücke unter dem Eigengewicht kollabierte und innerhalb von 15 Sekunden einstürzte.

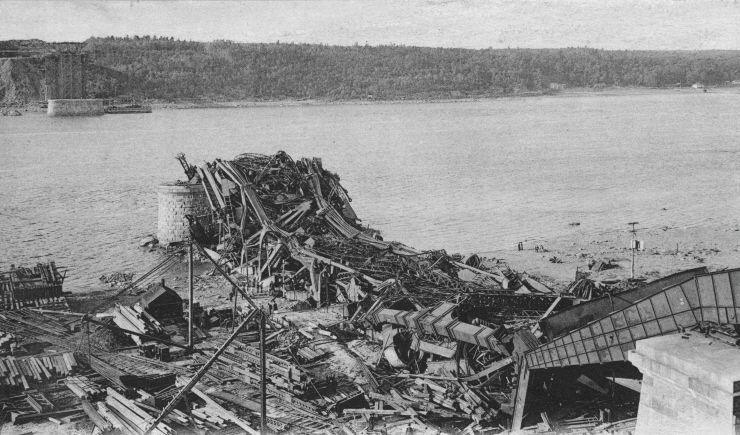
Einsturz der Québec-Brücke, 1907

Zum Zeitpunkt des Einsturzes war gerade das Ende der Tagesarbeit und die Arbeiter machten sich bereit, die Brücke zu verlassen. Als sie den Einsturz bemerkten, versuchten viele, noch die Brücke zu verlassen, was aber nur Wenigen gelang. Das Dampfschiff Glenmont konnte die Brücke gerade noch passieren als sie zusammenbrach und beteiligte sich sofort an der vergeblichen Suche nach Überlebenden. Noch in der Nacht hörte man das Stöhnen der Sterbenden in den Brückentrümmern am Ufer, man konnte aber erst am folgenden Morgen helfen. Der Lärm vom Einsturz der Brücke war bis Quebec zu hören, Einwohner verließen ihre Häuser, da sie an ein Erdbeben dachten.
Bei diesem schweren Unglück starben 75 der 86 auf der Brücke befindlichen Arbeiter. Unter den Opfern befanden sich 33 Angehörige des Mohawk-Stammes aus dem nahegelegenen Kahnawake-Reservat in der Nähe von Montreal, die unter Kreuzen aus Stahlträgern beerdigt wurden. Die weiteren auf das Ufer gefallenen Teile des Ankerarms und der Pfeiler wurden später von einem Schrotthändler abtransportiert, die in das tiefe Wasser gefallenen Teile des Kragarms und des Einhängeträgers liegen dort noch heute.

### Untersuchungskommission
Schon am 31. August 1907 setzte die Regierung (Governor General in Council) eine Untersuchungskommission ein mit dem Recht, Zeugen zu laden und zu vernehmen. Sie bestand aus Henry Holgate, Montreal (Vorsitzender), John G. G. Kerry, Campbellford (Ontario) und John Galbraith, Toronto.
Die Kommission untersuchte alle Aspekte der Geschichte und der Durchführung des Projektes. Dabei stellte sie fest, dass sich das Gewicht der Stahlkonstruktion von den anfänglich geschätzten 31,4 Millionen Pfund für die südliche Hälfte um 24 % auf tatsächliche 38,8 Millionen Pfund erhöht hatte, ohne in der Planung berücksichtigt worden zu sein. Sie befasste sich insbesondere mit den aus vier Stegblechen mit diagonaler und rechtwinkliger Vergitterung aus Flacheisen bestehenden Untergurten, die noch nie bei einem Bauwerk dieser Größe eingesetzt worden waren. Seltsamerweise seien mit ihnen auch keine Druckversuche durchgeführt wurden, obwohl die Phoenix Iron Works die größte Versuchsanlage ihrer Zeit gehabt hatte. Die Kenntnisse der Fachwelt über das Knickverhalten von Druckgliedern seien unzureichend gewesen, um eine Konstruktion dieser Größe zu planen.
Die Kommission kam in ihrem Bericht vom Februar 1908 zu dem Ergebnis, dass
- der Einsturz durch das Versagen der unteren Gurte des Ankerarmes aufgrund mangelhafter Pläne verursacht worden sei, die durch P.L. Szlapka, den Planungsingenieur der Phoenix Bridge Co., erstellt und von Theodore Cooper, dem Consulting Engineer der Quebec Bridge and Railway Co. geprüft und genehmigt worden seien;
- die Mängel der Planung jedoch nicht auf mangelndem Fachwissen oder fahrlässigem Verhalten beruhten oder auf dem Wunsch, Kosten zu sparen. Vielmehr seien die beiden Ingenieure an einem der zur damaligen Zeit schwierigsten Probleme ihres Faches tätig gewesen, denen sie nicht gewachsen waren;
- die Spezifikationen seien nicht ausreichend gewesen, insbesondere da die Lasten auf einzelnen Stäben größer waren als nach bisheriger Erfahrung zu erwarten war;
- ein gravierender Fehler sei der zu niedrige Ansatz des Eigengewichts gewesen und es zu unterlassen, diesen Ansatz später zu korrigieren. Dieser Irrtum wäre ausreichend gewesen, die gesamte Brücke zu verwerfen, auch wenn die Untergurte den Lasten standgehalten hätten, da die auftretenden Lasten größer gewesen wären als nach den Spezifikationen zulässig;
- keine der mit dem Entwurf befassten Personen habe vollumfänglich die Größe der gestellten Aufgabe und die Unzulänglichkeit der ihrer Planung zugrundegelegten Daten verstanden. Tests zur Überprüfung der getroffenen Annahmen seien nicht durchgeführt worden;
- das Fachwissen der damaligen Zeit über das Verhalten von Stahlstäben unter Druck habe nicht ausgereicht, um Konstruktionen wie die Québec-Brücke wirtschaftlich zu planen. Eine zweifelsfrei sichere Brücke dieser Stützweite hätte zwar gebaut werden können, auf der Basis der vorhandenen Kenntnisse hätte aber erheblich mehr Stahl verwendet werden müssen, als dies bei besseren Kenntnissen notwendig gewesen wäre.

Die Mitglieder der Untersuchungskommission schrieben in ihrem Bericht außerdem: „Wir sind überzeugt, dass von den an der Ausführung beteiligten Personen niemand einen bevorstehenden Unfall erwartete, und wir glauben, dass im Fall von Herrn Cooper dessen Beurteilung der Lage gerechtfertigt war. Er nahm an, dass die Montagearbeiten nicht fortgeführt würden, und ohne die zusätzlich eingebrachten Lasten hätte die Brücke eventuell noch tagelang gehalten.“
Aus dem Bericht lässt sich jedoch ablesen, dass zwar nicht der Einsturz, aber der Unfall mit vielen Todesopfern hätte vermieden werden können, wenn die Quebec Bridge Co. dafür gesorgt hätte, dass die Baustelle jederzeit mit einem kompetenten und erfahrenen Chief Engineer besetzt gewesen wäre und wenn John Deans, der leitende Ingenieur der Phoenix Bridge Co., in den Stunden vor dem Einsturz die Gefahr erkannt und nicht abwiegelnd reagiert hätte.
Dem Untersuchungsbericht war der Report on Design of Quebec Bridge von C.C. Schneider beigefügt, in dem er die Planung im Einzelnen nachrechnete sowie Gründe für das Versagen und Lösungen für eine Neuplanung darstellte. An dem Bericht war, ohne genannt zu werden, der im Büro von Schneider arbeitende Othmar Ammann beteiligt.
Die Karriere von Theodore Cooper endete mit dem Einsturz der Québec-Brücke. Er zog sich infolge der Ereignisse aus dem öffentlichen Leben zurück und verstarb am 24. August 1919.
Der Einsturz und seine Ursachen wurden auch unter deutschen Ingenieuren schon vor dem Erscheinen des Abschlussberichts ausführlich diskutiert. Auch dort wurden die unzureichenden Kenntnisse über die Knickfestigkeit von Stahlstäben betont, die nach dem Erscheinen des Untersuchungsberichts Gegenstand weiterer Diskussionsbeiträge wurden.

### Neubau
Nachdem die Untersuchungskommission ihre Arbeit beendet hatte, schrieb das Railway Department einen Neubau aufgrund einer selbst erstellten Planung aus, die die Ergebnisse der bisherigen Untersuchungen berücksichtigte. Die Planung sah die gleiche Spannweite, aber eine geänderte Konstruktion mit geraden statt gekrümmten Gurten in den Auslegern und einen geringfügig kürzeren Einhängeträger vor und war deutlich massiver.
Der Bau wurde unter der Leitung des Chefingenieurs Ralph Modjeski durchgeführt. Dabei wurden die Kragarme über dem Fluss wieder im Freivorbau erstellt. Der Einhängeträger wurde in der Nähe am Ufer montiert, um dann mit drei Leichtern zur Brücke transportiert und eingehoben zu werden.

### Zweiter Einsturz 1916

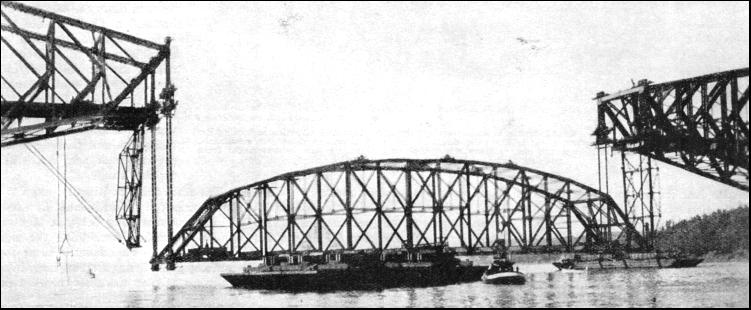
Der Einhängeträger soll 1916 in seine endgültige Position gehoben werden

Am 11. September 1916 sollte der 5000 t schwere Einhängeträger in mehrfachen Hubvorgängen in seine endgültige Position zwischen den beiden Auslegern gebracht werden, was als der schwierigste Teil der gesamten Montage angesehen wurde. Dabei stürzte der Einhängeträger in den Fluss, wobei 13 Menschen getötet wurden. Die spätere Untersuchung ergab das Versagen eines bei dem Hubvorgang verwendeten und nicht optimal konstruierten Lagerteiles als Ursache. Die Trümmer des Einhängeträgers liegen heute noch in dem rund 60 m tiefen Sankt-Lorenz-Strom.

### Fertigstellung

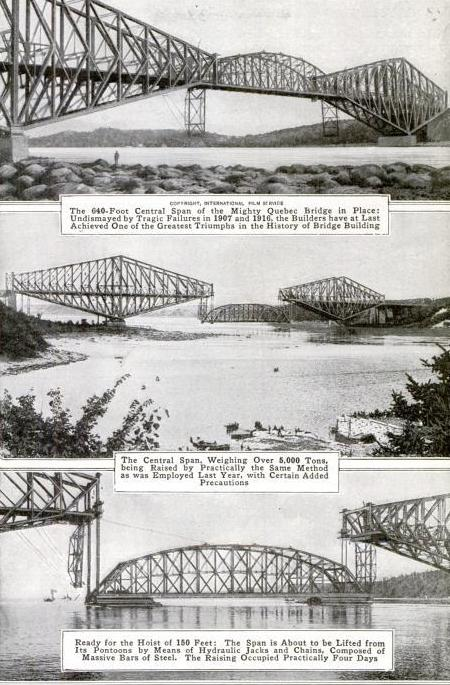
Erfolgreiches Einheben 1917

Der Einhängeträger wurde noch einmal hergestellt und im September 1917 zur Brücke transportiert. Der Einhebevorgang wurde diesmal auf vier Tage verteilt und am 24. September 1917 erfolgreich abgeschlossen. Am 3. Dezember 1917 wurde ein Gleis provisorisch in Benutzung genommen. Wegen des Ersten Weltkrieges dauerte die endgültige Fertigstellung noch bis zum August 1918. Ein Jahr danach, am 22. August 1919, fand die feierliche Eröffnung durch den Prince of Wales, den zukünftigen König Edward VIII statt.
Die Brücke wurde 1987 von der American Society of Civil Engineers zu einem Historic Civil Engineering Landmark und am 24. November 1995 von der kanadischen Bundesregierung zu einer National Historic Site of Canada erklärt.